# Karthäuserhof (Koblenz)
Der Karthäuserhof (auch Berghof oder Dechanthof) war ein bereits im 13. Jahrhundert  erwähntes Hofgut auf der Karthause in Koblenz.

## Geschichte
Der erste Karthäuserhof befand sich etwa an der heutigen Abzweigung Simmerner Straße–Karthäuserhofweg (Position) und wurde am 27. Oktober 1285 von Johann, Dechant von St. Florian, an den Trierer Erzbischof Heinrich II. verkauft. Vermutlich gehörte das Gut zuvor dem Koblenzer Zisterzienserkloster St. Marien in der Leer (späteres Jesuitenkolleg), dessen Grundbesitz weitgehend von der Adelsfamilie Helfenstein stammte, so dass der Karthäuserhof wahrscheinlich bereits in der ersten Hälfte des 13. Jahrhunderts existierte. Über einen Gütertausch kam das Anwesen 1316 in den Besitz des Chorherrenstifts auf dem Beatusberg, das 1331 vom Karthäuser Orden übernommen wurde.
Der etwa 165 Hektar umfassende Grundbesitz gehörte zur Moselweißer Gemarkung und war meist verpachtet. 1433 wurden die Hofgebäude nach einem Brand neu errichtet. Der letzte Pächter war seit 1797 Wilhelm Sauer, Gastwirt aus Koblenz (An der Moselbrücke Nr. 830). Nach Aufhebung des Klosters durch die Franzosen wurde der Berghof am 8. November 1806 versteigert. Der Koblenzer Weinhändler Johann Friedrich Deinhard erwarb im Auftrag des Hamburger Kaufmanns Johann Christian Hey († 8. Januar 1815 in Koblenz) das Anwesen für 41.400 Franken. Hey wollte den Hof modernisieren und vor allem die Anbaumethoden verbessern, scheiterte aber recht bald und verkaufte 1810 an den Kaufmann Christian Seidensticker (* 7. Dezember 1778 in  Clausthal;  † 13. April 1853 in Wülfel), der zuvor durch Umgehung der Kontinentalsperre zu großem Reichtum gekommen war und 1810/11 ebenfalls die Gebäude des aufgehobenen Karthäuserklosters erwarb. Während der Befreiungskriege unterhielt das preußische Militär zeitweise ein Lazarett im Berghof. Um den Geschützen der nahegelegenen, seit 1816 im Bau befindlichen Feste Kaiser Alexander ein freies Schussfeld zu ermöglichen und einem Angreifer keinen Schutz zu bieten, musste das Hofgut aufgegeben werden. Am 23. Juni 1818 erwarb der preußische Staat von Seidensticker für 47.222 Taler das frühere Kloster, den Berghof sowie den dazugehörigen Grundbesitz. Zu diesem Zeitpunkt bestand der Hof aus zwei großen Wohngebäuden mit Brandweinbrennerei und Backstube, einem Schäferhaus, einer Schmiede sowie vier Stallungen und einer Scheune.
Die nicht mehr für den Festungsbau benötigten Grundstücke, die bisher verpachtet waren, wurden am 3. September 1823 zum Verkauf ausgeschrieben. Der Verkäufer war verpflichtet, die ungenutzten Bauten des alten Berghofes abzureißen und mit ausreichendem Abstand zur Feste Kaiser Alexander einen neuen Hof zu errichten. An der heutigen Karl-Härle-Straße entstand zunächst ein kleiner Hof, der wieder verpachtet wurde. 1840 erwarb Ludwig Trapp das Anwesen und ließ etwa vom heutigen Kinderspielplatz bis zur Hausnummer 29 (Position) ein herrschaftliches Gebäude mit Hauskapelle und Wohnturm sowie einer Parkanlage errichten. Trapp steigerte den Ertrag durch verbesserte Anbaumethoden und bewirtschafte den Hof bis etwa 1870. Es folgten als Eigentümer: Johann Grisar (bis etwa 1883), Hauptmann a. D. Hartwig von Plessen (bis etwa 1892), Peter Werner (bis etwa 1897), Oberleutnant a. D. Grimm (bis 1899), Familie Schaefer aus Marburg bis 1912. Von etwa Ende der 1890er Jahre bis 1905 befand sich in einem Teil des herrschaftlichen Anwesens das Hotel-Restaurant Karthäuserhof.
Am 1. April 1912 erwarben der aus Württemberg stammende Ökonomierat Heinrich Härle und seine beiden Söhnen Eugen und Karl Härle den Karthäuserhof, der zum 1. Juli 1912 von Karl übernommen wurde. Er ließ 1913 das alte Wohngebäude abreißen, durch einen vom Architekt Franz Roeckle aus Frankfurt entworfenen schlossartigen Neubau ersetzen und baute den Hof zu einem industriellen Musterbetrieb um, den er bei einer eigenen Anbaufläche von 65 Hektar plus 30 Hektar Pachtland in fünf Abteilungen organisierte:
- Melkwirtschaft mit anfangs 44 und später etwa 100 Rindern. Sie war nach dem Ersten Weltkrieg von großer Bedeutung für die Milchversorgung der Stadt Koblenz. 1924 entstand eine Molkerei mit einer Tageskapazität von 8000 Litern Milch, die in den 1930er Jahren zur Herstellung von Frischmilch, Butter, Sahne und Käse auf 25.000 Litern ausgebaut und damit zur Zentralmolkerei für Koblenz wurde.

- Obstplantage und Gemüseanbau auf 30 Hektar mit 11.300 Buschobstbäumen und 6500 Beerensträuchern. Dafür wurde das Ödland am Osthang der Karthause bis zum Hasenpfad kultiviert und Terrassen angelegt. Für den Anbau des Frühgemüses ließ er eine Gewächshausfläche von 3300 m² errichten.

- Weinanbau auf 10 Hektar am Abhang des Affenberges zum Laubachtal hin – die sogenannte  Lage Karthäuserhofberger Riesling mit 26.000 Reben.

- Ackerbau auf 55 Hektar mit Schwerpunkt auf Getreide- und Frühkartoffelanbau.

- Schweinemast mit jährlich 200 Tieren.

Härle beschäftigte etwa 80 Mitarbeiter, für die er 48 Werkswohnungen errichten ließ.
Ende der 1930er Jahre stand das Gut Karthäuserhof mit seiner Marktleistung an Milch, Frühkartoffeln, Gemüse und Obst an der Spitze der Rheinprovinz.
Im Zweiten Weltkrieg wurde der Karthäuserhof durch einen Luftangriff am 21. September 1944 weitgehend zerstört; davon waren sämtliche Betriebsgebäude, 42 Werkswohnungen und fast alle landwirtschaftlichen Maschinen betroffen. Am 17. März 1945 wurde der Hof von amerikanischen Truppen besetzt. Noch in den 1940er Jahren gelang Härle mit staatlicher Unterstützung ein teilweiser Wiederaufbau.
1958 verkaufte die Familie seines Bruders ihren Anteil am Hof an die Stadt Koblenz. Aus Altersgründen und weil er keine Nachkommen hatte, gab Karl Härle schließlich den Betrieb auf. Langjährige Mitarbeiter erhielten von ihm günstiges Bauland, seinen verbleibenden Hofanteil verkaufte er am 2. Juni 1959 für 1,2 Millionen Deutsche Mark an die Stadt. Die Anbauflächen wurden bis 1962 verpachtet, anschließend alle Hofgebäude abgerissen und infolge entstanden auf dem Gelände östlich dem Karthäuserhofweg, Karl-Härle-Straße, Pappelweg und Akazienweg vor allem Einfamilienhäuser.